# سونيشما سينغ
سونيشما سينغ ناشطة مناخية من فيجي. كانت ممثلة عن شباب فيجي في الدورة الخامسة والعشرين لمؤتمر الأطراف.

## حياتها المبكرة وتعليمها
تعيش سينغ في مقاطعة نادروغا-نافوسا. درست في مدرسة دي إيه في سوفا وواصلت دراستها في جامعة جنوب المحيط الهادئ من خلال أخذ دورة في علوم الجيوماتكس والجغرافيا. تخرجت في أبريل 2021.

## نشاطها
شاركت سينغ كراعية في مسابقة ملكة الكركديه مع كال فالي سولار عندما كانت في التاسعة عشر من عمرها. وهي عضو في مجلس شباب فيجي الذي يتألف من شباب تتراوح أعمارهم بين 15 و35 عامًا ويعملون مع وزارة الشباب والرياضة كمنسقيين لوسائل التواصل الاجتماعي. انضمت إلى ممثلي الشباب من فيجي مع أبينيسا فانيكي وستيفن سيمون وشيفاني كاران وأوتو نافونيكاجي في مؤتمر الأمم المتحدة للتغير المناخي 2019 (COP 25).

## حياتها المهنية
حاليًا، هي مسؤولة هيكلة المدن المرنة في برنامج الأمم المتحدة للمستوطنات البشرية الذي يقع في مجلس مدينة لامي، فيجي.

## وصلات خارجية
- سارة كوجنوك - تويتر
- سارة كوجنوك - على لينكد إن